# Tim Bolssens
Tim Bolssens, ook bekend als Tibo, is een Belgisch striptekenaar en illustrator. Hij richtte in 2003 de Studio Tibo op. Bolssens woont in Londerzeel.

## Carrière
Bolssens studeerde in 2001 af op Vrije Beeldende Kunsten aan het Stedelijke Academie voor Schone Kunsten in Aalst en behaalde zijn bachelor grafische & reclame vormgeving aan het Institut St Luc in Brussel in 2002. In 2003 zette Bolssens zijn eigen studio op, genaamd Studio Tibo. Van 2003 tot 2010 werkte hij als freelancer ook voor Studio Max!. Daar tekende Bolssens vooral mee aan de reeks Stam en Pilou. 
In 2009 maakte hij samen met onder meer Rik De Wulf en Marc Daniëls het album Alexander de Grote 1 in de educatieve reeks De reizen van Alex van Jacques Martin. 